# Eupithecia galepsa
Eupithecia galepsa är en fjärilsart som beskrevs av Claude Herbulot 1987. Eupithecia galepsa ingår i släktet Eupithecia och familjen mätare. Inga underarter finns listade i Catalogue of Life.